# Баркова Валентина Володимирівна
Валентина Володимирівна Баркова (нар. 17 березня 1971) — радянська та російська футболістка, виступала на всих позиціях, тренер. Грала за збірні СРСР, СНД та Росії. Майстер спорту Росії (1993).

## Життєпис
На початку 1990-х років викликалася до збірної СРСР, стала автором гола 10 вересня 1991 року в товариському матчі проти Англії (3:1). Про виступи на клубному рівні в цей період відомостей немає.
У 1992 році виступала за московський «Спартак-Преображення», у вищій лізі Росії забила 8 м'ячів. У кубку Росії стала фіналісткою, у фінальному матчі проти «Інтерроса» (3:4) зробила «дубль». Включена в список 33-ох найкращих гравчинь сезону під № 2 (ліва півзахисниця). Напередодні початку сезону 1993 року разом з групою футболісток зі «Спартака», який розпався, перейшла в клуб «СКІФ-Феміна» (Малаховка), згодом клуб переїхав до Москви й змінив назву на «Чертаново-СКІФ». Бронзовий призер чемпіонату Росії 1993 року. У 1997 році перейшла в клуб ВДВ (Рязань), бронзовий призер чемпіонату Росії 1997 і 1998 років, фіналістка Кубку Росії 1997 року, володарка Кубку 1998 року (у фіналі не грала).
Про виступи в наступні декілька років дані відсутні. У 2002 році перебувала в заявці московського «Спартака», проте команда виступала невдало і програла всі свої матчі. Потім декілька років грала за «Надію» (Ногінськ), бронзовий призер чемпіонату Росії 2005 і 2006 років.
У 1990-ті роки була регулярним гравцем основи збірної Росії, провела понад 30 матчів. Єдиним голом за російську команду відзначилася 9 березня 1993 року в товариському матчі в ворота Молдови (1:0). Учасниця фінального турніру чемпіонату Європи-1997 (2 матчі).
З 2007 року працювала дитячим тренером в СДЮШОР міста Ногінськ з командами дівчаток. Приводила свої команди до призових місць в обласних змаганнях. Визнана найкращим тренером Московської області в жіночому футболі в 2009 році. У другій половині 2010-х років перейшла на роботу в московську школу «Сокіл» (СШОР № 27). Серед її вихованок — гравчині дівочих збірних Росії Варвара Бичкова, Олена Рузина, Любов Ященко. Тренірвала старшу команду «Сокола», яка грала в першому дивізіоні.
Закінчила Московську державну академію фізичної культури (1995).
Бере участь у матчах ветеранів.